# Claude Lachance
Pour les articles homonymes, voir Lachance.
Claude Lachance, né le à Saint-Nazaire-de-Dorchester, est un homme politique québécois. Il est député de la circonscription de Bellechasse de 1994 à 2003, sous la bannière du Parti québécois.

## Biographie
Claude Lachance obtient un baccalauréat ès arts en 1967, est licencié en lettres (histoire) en 1970 et est diplômé de l'École normale supérieure de l'Université Laval en 1971. Il est également titulaire d'un brevet d'enseignement du ministère de l'Éducation pour les niveaux secondaire et collégial.
Il est enseignant à Saint-Damien de septembre 1970 à juin 1974. Il est ensuite secrétaire, puis président du conseil d'école, chef du Département des sciences humaines et directeur adjoint de la Polyvalente Saint-Damien du 1er juillet 1974 au 13 avril 1981.
De novembre 1973 à avril 1981, il est maire de Saint-Nazaire-de-Dorchester. Il est préfet suppléant, de décembre 1977 à novembre 1979, puis préfet du comté de Dorchester de novembre 1979 à mai 1981.
En 1981, il est élu député du Parti québécois dans Bellechasse. Pendant son mandat, il est président de la Commission du budget et de l'administration de mars 1984 à octobre 1985. Il est défait en 1985 et en 1989. Il redevient par la suite maire de Saint-Nazaire-de-Dorchester de mai 1987 à octobre 1993.
Pendant ce temps, il est également directeur général adjoint de la Commission scolaire de l'Élan de 1986 à 1992 et directeur des écoles primaires de Saint-Damien et de Saint-Nazaire de 1986 à 1994. Il est président de la Société historique de Bellechasse de novembre 1986 à octobre 1987.
En 1994 et en 1998, il est réélu député du Parti québécois dans Bellechasse. Pendant ses mandats, il est whip adjoint du gouvernement de juin 1996 à avril 1997, président de la Commission des transports et de l'environnement d'avril 1997 à octobre 1998, et de mars 1999 à mars 2002. Il est également président de la Commission des institutions du 12 mars 2002 au 12 mars 2003. Il est défait en 2003.
Il est élu maire de la municipalité de Saint-Nazaire-de-Dorchester une troisième fois, le 14 octobre 2005, et ce, jusqu'au 5 novembre 2017. Il est également préfet suppléant de la municipalité régionale de comté de Bellechasse de novembre 2005 à novembre 2007, membre du conseil d'administration de Corporation Informatique Bellechasse à compter de mai 2006, et président depuis septembre 2007.
De 2006 à 2008, il est administrateur au sein de l'Amicale des anciens parlementaires du Québec, puis secrétaire-trésorier de 2008 à 2011.
Il est également le père du réalisateur québécois Bruno Lachance.